# Илинский, Пётр Алексеевич
Пётр Алексе́евич Или́нский (1837, Тверская губерния — 1907, Санкт-Петербург) — русский врач-гигиенист и публицист.

## Биография
Родился в 1837 году (у Венгерова — в 1836) в семье сельского священника села Селихово Корчевского уезда Тверской губернии.
В 1860 году окончил Медико-хирургическую академию. Был определён городским врачом в г. Нерехту Костромской губернии, через некоторое время переведён в г. Юрьев Владимирской губернии, где боролся с сыпным тифом и холерой и писал статьи по медицинской статистике и гигиене, публиковавшиеся в медицинских журналах. В 1871 году командирован в Медико-хирургическую академию «для научного усовершенствования», в 1872 году избран председателем Петербургской врачебной общины, работал врачом при Главном управлении военно-учебных заведений, читал лекции по медицине, причём первым в России — о физическом воспитании детей. В период русско-турецкой войны работал в полевых госпиталях вместе с Пироговым, впоследствии написал о войне книгу «Русская женщина в войну 1877-78 гг.», за которую получил в награду от императора бриллиантовый перстень. По возвращении в Петербург был назначен чиновником для особых поручений при Главном военно-медицинском управлении.
В 1876 году основал «Врачебные ведомости» — газету «научно-практической медицины и гигиены для врачей, публики и земства», став её издателем и редактором; в 1884 году газета превратилась в журнал «Русская медицина». Оставил пост издателя-редактора в апреле 1893 года.
В 1895 году вышел в отставку, переехал в Кострому и работал там санитарным врачом. Активно участвовал в работе Костромской губернской архивной комиссии и в 1906—1907 гг. был её председателем, опубликовал ряд краеведческих работ. В 1906 г. стал редактором газеты «Поволжский вестник».
В 1907 году уехал на лечение в Санкт-Петербург, где скончался 18 ноября (1 декабря) 1907 года и был похоронен на Смоленском кладбище.